# Assan
Assan (arab. عسان) – miejscowość w Syrii, w muhafazie Aleppo. W 2004 roku liczyła 1615 mieszkańców.